# Na Llarga

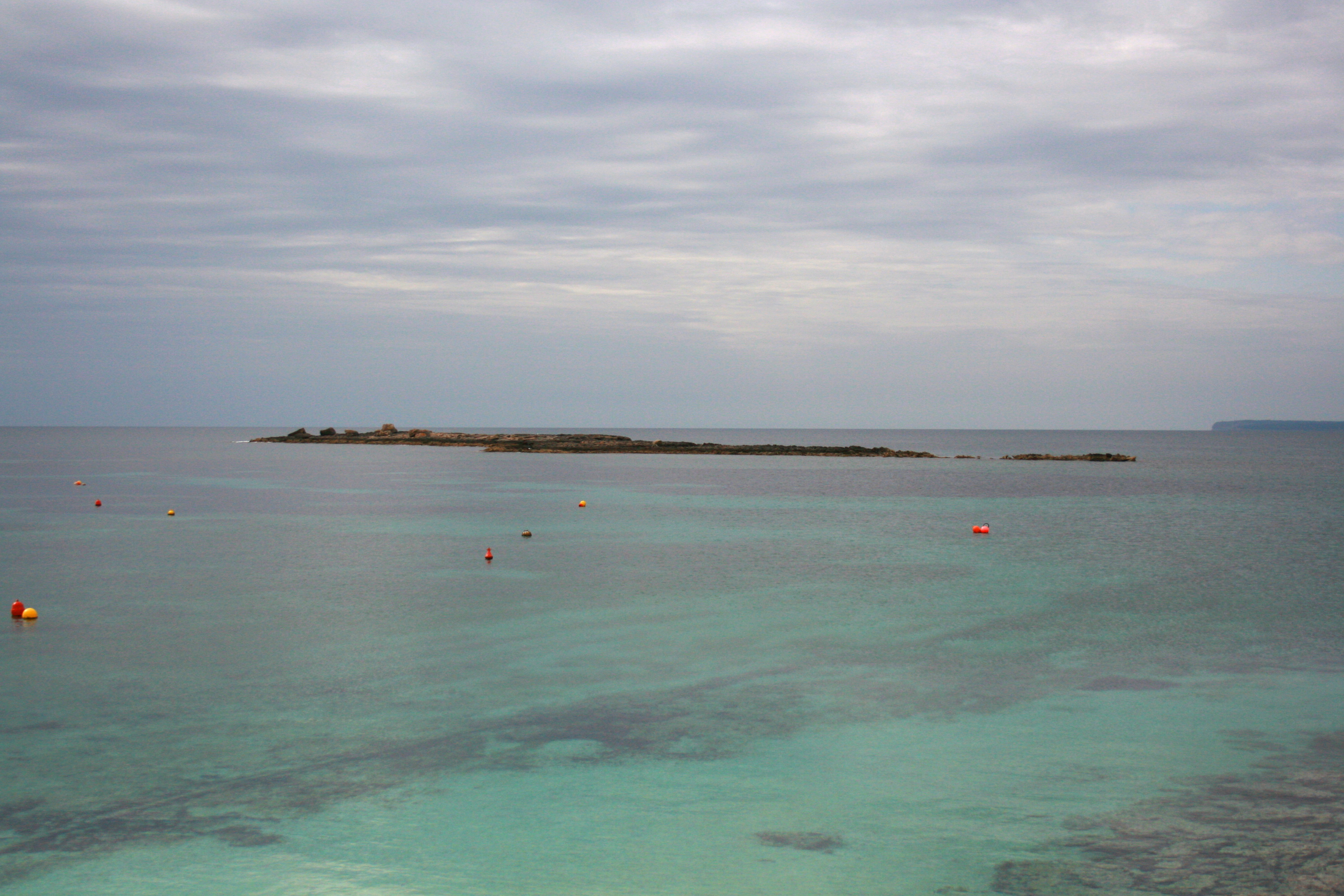
Vista de Na Llarga desde la Colonia de San Jorge.

Na Llarga es un islote español del litoral de Mallorca de pequeñas dimensiones: 250 metros de longitud por 25 de anchura. Está situado a 170 metros de la costa de la Colonia de San Jorge, en el municipio de Las Salinas frente a la playa del Coto.
En la isla crecen pequeños matorrales de plantas del género Limonium.